# Radioallergosorbant test
Pour les articles homonymes, voir Rast.
Le Radioallergosorbant test (souvent abrégé RAST) est une technique utilisée en biologie médicale, plus spécifiquement en immunopathologie, pour le dosage quantitatif ou semi-quantitatif des Immunoglobuline E (IgE) spécifiques d'allergènes dans le cadre de l'allergie.
RAST est le sigle de Radio Allergo Sorbent Test.
On parle aussi de dosage des IgE spécifiques.
Nécessite dans sa réalisation d'un antigène fixé et pas marqué.